# Andrew Peeke
Andrew Phillip Peeke (* 17. März 1998 in Parkland, Florida) ist ein US-amerikanischer Eishockeyspieler, der seit März 2024 bei den Boston Bruins in der National Hockey League unter Vertrag steht. Zuvor war der Verteidiger knapp fünf Jahre für die Columbus Blue Jackets aktiv. Bei der Weltmeisterschaft 2025 gewann Peeke mit der Nationalmannschaft der Vereinigten Staaten die Goldmedaille.

## Karriere
Andrew Peeke wurde in Parkland geboren und spielte zunächst in regionalen Nachwuchsprogrammen, wechselte jedoch bereits im Alter von 14 Jahren aufgrund besserer Ausbildungsmöglichkeiten an die South Kent Prep School von South Kent in Connecticut. Nach drei Jahren in deren Eishockeyteam schloss er sich zur Saison 2015/16 den Green Bay Gamblers aus der United States Hockey League (USHL) an, der ranghöchsten Juniorenliga des Landes. Dort verzeichnete der Abwehrspieler 30 Scorerpunkte in 56 Partien und wurde anschließend im NHL Entry Draft 2016 an 34. Position von den Columbus Blue Jackets ausgewählt. Zuvor hatte man ihn zudem im All-Rookie Team der USHL berücksichtigt.
Anschließend schrieb sich Peeke zur Spielzeit 2016/17 an der University of Notre Dame ein, sodass er fortan mit den „Fighting Irish“ in der Hockey East bzw. ab 2017 in der Big Ten Conference auflief, zwei Ligen im Spielbetrieb der National Collegiate Athletic Association (NCAA). Nachdem er auch im All-Rookie Team der Hockey East berücksichtigt wurde und seine 14 Scorerpunkte im Folgejahr bestätigt hatte, wurde er zur Saison 2018/19 zum neuen Mannschaftskapitän ernannt. Zugleich gewann er mit dem Team in den Jahren 2018 und 2019 jeweils die Meisterschaft der Big Ten Conference. In der Folge unterzeichnete er im April 2019, nach letztlich drei Jahren bei den Fighting Irish, einen Einstiegsvertrag bei den Columbus Blue Jackets.
Die Blue Jackets setzten den Verteidiger vorerst bei ihrem Farmteam ein, den Cleveland Monsters aus der American Hockey League (AHL), bevor er im Dezember 2019 auch zu seinem Debüt in der National Hockey League (NHL) kam. Letztlich kam er zu etwa gleichen Teilen in NHL und AHL zum Einsatz, ebenso wie in den verkürzten Folgesaison 2020/21. Zur Spielzeit 2021/22 etablierte er sich schließlich im NHL-Aufgebot der Blue Jackets, wobei er alle 82 Saisonspiele bestritt. Anschließend unterzeichnete er im September 2022 einen neuen Dreijahresvertrag in Columbus, der ihm mit Beginn der Saison 2023/24 ein durchschnittliches Jahresgehalt von 2,75 Millionen US-Dollar einbringen soll.
Nach etwa fünf Jahren in Columbus wurde Peeke jedoch im März 2024 kurz vor der Trade Deadline an die Boston Bruins abgegeben, während im Gegenzug Jakub Zbořil und ein Drittrunden-Wahlrecht im NHL Entry Draft 2027 zu den Blue Jackets wechselten.

### International
Auf internationaler Ebene sammelte Peeke beim Ivan Hlinka Memorial Tournament 2015 sowie der World Junior A Challenge 2015, bei der das Team die Bronzemedaille gewann, erste Erfahrungen. Nachdem er bei U18-Weltmeisterschaften unberücksichtigt geblieben war, vertrat er die U20-Nationalmannschaft seines Heimatlandes bei der U20-Weltmeisterschaft 2018 und errang dort mit der Auswahl eine weitere Bronzemedaille. Im Rahmen der Weltmeisterschaft 2022 debütierte der Verteidiger auch für die A-Nationalmannschaft der USA, wobei man das Turnier auf dem vierten Rang beendete. Bei den Welttitelkämpfen 2025 gewann er mit dem US-Team die erste Goldmedaille seit 65 Jahren.

## Erfolge und Auszeichnungen
- 2016 USHL All-Rookie Team
- 2017 Hockey East All-Rookie Team
- 2018 Meisterschaft der Big Ten Conference mit der University of Notre Dame
- 2019 Meisterschaft der Big Ten Conference mit der University of Notre Dame

### International
- 2015 Bronzemedaille bei der World Junior A Challenge
- 2018 Bronzemedaille bei der U20-Weltmeisterschaft
- 2025 Goldmedaille bei der Weltmeisterschaft

## Karrierestatistik
Stand: Ende der Saison 2024/25

### International
Vertrat die USA bei:
| - Ivan Hlinka Memorial Tournament 2015 - World Junior A Challenge 2015 - U20-Weltmeisterschaft 2018 | - Weltmeisterschaft 2022 - Weltmeisterschaft 2025 |

(Legende zur Spielerstatistik: Sp oder GP = absolvierte Spiele; T oder G = erzielte Tore; V oder A = erzielte Assists; Pkt oder Pts = erzielte Scorerpunkte; SM oder PIM = erhaltene Strafminuten; +/− = Plus/Minus-Bilanz; PP = erzielte Überzahltore; SH = erzielte Unterzahltore; GW = erzielte Siegtore; 1 Play-downs/Relegation; Kursiv: Statistik nicht vollständig)